# Economia viola
L'economia viola è ciò che, in ambito economico, partecipa allo sviluppo sostenibile, mettendo in valore il potenziale culturale di beni e servizi.

## Definizione
«L'economia viola rimanda alla presa in considerazione del valore culturale in economia. Indica un'economia capace di adattarsi alla diversità umana nel contesto della globalizzazione e parte dalla dimensione culturale per valorizzare beni e servizi.»
Queste due tendenze, orizzontale e verticale, si rafforzano a vicenda. L'accrescimento della componente culturale legata ai prodotti è infatti legato alla vivacità culturale dei territori.
Tale modello socioeconomico è stato presentato e patrocinato in sede UNESCO a Parigi l'11 ottobre 2011.

## Un'economia dei territori
L'Appello internazionale del 7 giugno 2020, firmato da architetti, esperti agro-alimentari, premi Nobel per l'economia e leader di organizzazioni internazionali, la definisce come un'economia dei territori. Coloro «che meglio conserveranno gli elementi originali della loro identità potranno beneficiare di reali “vantaggi competitivi”, se riusciranno a valorizzarli. Il rinnovamento culturale del nostro ambiente circostante non implica tuttavia un disinteresse ciò che è lontano. L’interesse per le altre culture e la necessità di conoscerle meglio non potranno che crescere nel mondo che verrà.» Da questo punto di vista, l'economia viola è di natura universale. «Tutti i territori, anche i meno dotati in termini economici e tecnologici, possono avere un messaggio culturale da trasmettere. Si tratta di offrire a ciascuno di essi la possibilità di valorizzare, in un mondo la cui omologazione porta verso un impoverimento, ciò che di unico ciascuno possiede.»

## Potenziamento del valore culturale
Il contesto dell'economia viola è quello di un'importanza crescente del valore culturale nella società contemporanea. Tra i fattori citati, si ricordano: un nuovo equilibrio economico e politico a livello globale, a favore dei Paesi emergenti, il ritorno agli ambienti locali (percepiti nuovamente come fonte di stabilità), nuove forme di rivendicazione (in seguito al collasso delle grandi ideologie), una domanda sempre maggiore di qualità da parte della società, fondata su consumi culturali (che vanno di pari passo con le logiche di democratizzazione, individualizzazione e allungamento della vita umana), l’innovazione (che presuppone uno spirito culturale, di interdisciplinarità, propizio alla serendipità), ecc.

## Campo di applicazione
L'economia viola ha carattere trasversale, nel senso che essa valorizza tutti i beni e i servizi, indipendentemente dal settore, partendo dalla dimensione culturale. L'economia della sensorialità ed esperienziale sono per esempio un campo di applicazione.
Si differenzia dall'economia della cultura, che è fondata invece su una logica settoriale.
Nel giugno 2013 sono state pubblicate le conclusioni di un primo gruppo di lavoro interistituzionale sull'economia viola, cui hanno contribuito esperti facenti parte di UNESCO, OCSE, Organizzazione internazionale della francofonia, ministeri francesi, imprese e società civile. Il documento sottolinea l'impatto del fenomeno della culturalizzazione, che interessa ormai tutta l'economia, con i relativi effetti sull'impiego e sulla formazione. Il rapporto distingue inoltre tra occupazioni viola e professioni violificanti: le prime sono direttamente collegate all'ambiente culturale in ragione della loro finalità (si pensi per esempio a urbanisti e arredatori), mentre le seconde sono semplicemente chiamate a evolvere per effetto della culturalizzazione (vengono citate ad esempio le funzioni delle risorse umane e le funzioni di marketing e comunicazione).
Un secondo documento di riferimento, pubblicato nel giugno 2017, cita diversi aspetti dell'ambiente umano in cui l'economia può recare un beneficio culturale: apprendistato, architettura, arte, colori, etica, immaginario, patrimonio, svago, competenze sociali, singolarità, ecc.

## Origine
Il termine è apparso in Francia nel 2011, in occasione della pubblicazione di un manifesto su Le Monde.fr. Tra i firmatari si contano gli amministratori dell'associazione Diversum, che ha organizzato a Parigi, nell'ottobre 2011, il primo Forum internazionale dell'economia viola, sotto il patrocinio dell'UNESCO, del Parlamento europeo e della Commissione europea.
Il concetto è stato inventato da Jérôme Gouadain, che lo ha teorizzato attraverso l'associazione Diversum e poi grazie al Prix Versailles.

## Collegamento allo sviluppo sostenibile
L'economia viola sottolinea la presenza di esternalità: l'ambiente culturale cui attingono gli agenti e su cui essi a loro volta lasciano un'impronta è un bene comune. L'economia viola individua in tal modo nel fattore culturale uno dei fondamenti dello sviluppo sostenibile.
D'altronde, il fattore culturale è stato fin dal principio uno degli aspetti primari dello sviluppo sostenibile. La responsabilità sociale d'impresa trova infatti le proprie origini nel Patto internazionale relativo ai diritti economici, sociali e culturali, adottato dalle Nazioni Unite nel 1966.
Tale aspetto non è che uno dei fattori dello sviluppo sostenibile, oltre alle preoccupazioni legate all'ambiente naturale (economia verde) e a quelle legate all'ambiente sociale (economia sociale). La complementarità tra i diversi aspetti dell'economia sostenibile è stata ribadita ancora una volta nel 2015, con la pubblicazione di un appello su Le Monde Économie alla vigilia della XXI Conferenza delle Nazioni Unite sui cambiamenti climatici.